# Municipal de Llagostera
El Municipal de Llagostera, inaugurado en 1948, es el campo de fútbol en el que juega la UE Llagostera. Está situado en el barrio de Sant Llorenç. El estadio tiene capacidad para 1400 espectadores. 
El récord histórico de asistencia fue de 3000 espectadores en la fase final de ascenso a la segunda división, contra Gimnàstic de Tarragona, donde se instalaron unas gradas supletorias, para recibir tal acontecimiento.

## Espacios Complementarios
- Vestuarios colectivos
- Vestuario árbitros
- Lavabos públicos
- Bar
- Enfermería
- Sala de prensa
- Sala VIP
- Gimnasio
- Oficinas
- Marcador electrónico
- Gradas
- Tribuna cubierta
- Garaje

## Comunicaciones
| Servicio               | Estación                        | Distancia del estadio |
| ---------------------- | ------------------------------- | --------------------- |
| Tren (Renfe Operadora) | Estación de Caldes de Malavella | 8 km                  |
| Aeropuerto de Gerona   | Riudellots de la Selva          | 8 km                  |